# Sericolea micans
Sericolea micans är en tvåhjärtbladig växtart som beskrevs av Schlechter. Sericolea micans ingår i släktet Sericolea och familjen Elaeocarpaceae. Utöver nominatformen finns också underarten S. m. glabra.